# Cơ quan nhân tạo
Cơ quan nhân tạo là một thiết bị hoặc mô nội tạng do con người tạo ra được cấy ghép vào trong cơ thể người nhằm thay thế cơ quan tự nhiên gặp vấn đề hoặc cải thiện chức năng của cơ thể, từ đó giúp người bệnh có thể nhanh chóng quay trở lại cuộc sống bình thường.